# 332 (железнодорожный разъезд)
332 — железнодорожный разъезд (населённый пункт)  в Палласовском районе Волгоградской области. Входит в Эльтонское сельское поселение. 

## География
Находится на расстоянии мене одного километра от границы с Казахстаном.

## История
Ранее назывался разъезд Полынный .

## Население
| 2010 |
| ---- |
| 28   |